# Reprezentacja Litwy na Mistrzostwach Świata w Narciarstwie Klasycznym 2011
Reprezentacja Litwy na Mistrzostwach Świata w Narciarstwie Klasycznym 2011 liczy 5 sportowców.

## Medale

### Złote medale
Brak

### Srebrne medale
Brak

### Brązowe medale
Brak

## Wyniki

### Biegi narciarskie mężczyzn
Bieg na 15 km
- Vytautas Strolia - odpadł w kwalifikacjach
- Modestas Vaičiulis - odpadł w kwalifikacjach

Sprint
- Vytautas Strolia - odpadł w kwalifikacjach
- Aleksei Novoselski - odpadł w kwalifikacjach
- Modestas Vaičiulis - odpadł w kwalifikacjach

Sprint drużynowy
- Aleksei Novoselski, Modestas Vaičiulis - 21. miejsce

### Biegi narciarskie kobiet
Sprint
- Ingrida Ardišauskaitė - odpadła w kwalifikacjach
- Lina Kreivėnaitė - odpadła w kwalifikacjach

Bieg na 10 km
- Ingrida Ardišauskaitė - 58. miejsce

Sprint drużynowy
- Ingrida Ardišauskaitė, Lina Kreivėnaitė - 14. miejsce